# Numancia de la Sagra
Numancia de la Sagra – gmina w Hiszpanii, w prowincji Toledo, w Kastylii-La Mancha, o powierzchni 29,63 km². W 2011 roku gmina liczyła 4951 mieszkańców.